# Tratado de Loizaga – Cotegipe

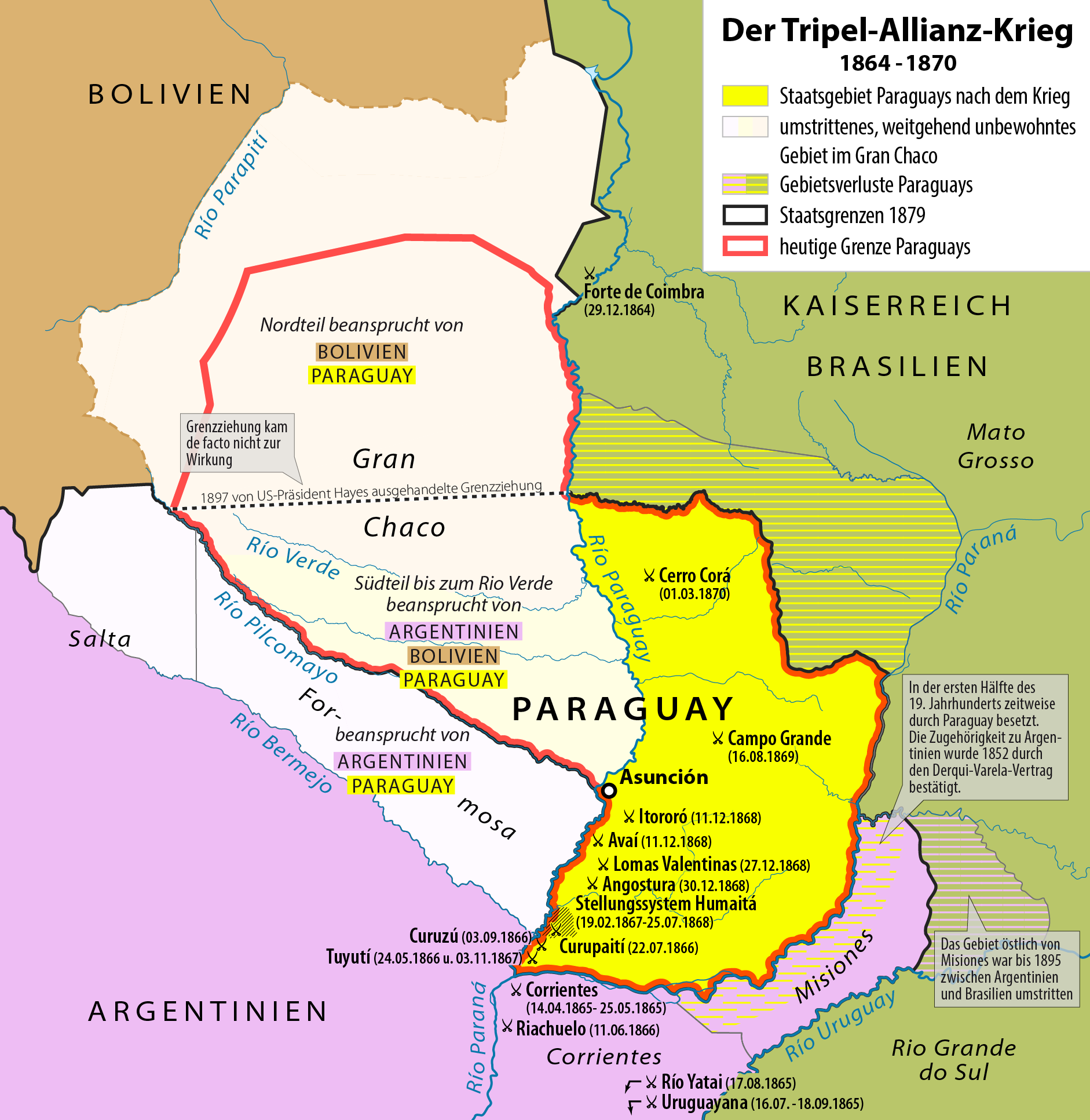
Perdas territoriais do Paraguai após a Guerra do Paraguai

O Tratado de Loizaga – Cotegipe foi um tratado bilateral de paz e de limites, assinado em Assunção em 9 de janeiro de 1872, entre o Paraguai e o Império do Brasil. Esse tratado estabeleceu as fronteiras entre os dois países na sequência da Guerra do Paraguai.

## História
O tratado foi assinado por Carlos Loizaga e João Mauricio de Wanderley, Barão de Cotegipe, e foi incorporado à legislação brasileira através do Decreto n. 4911 de 27 de março de 1872.
Apesar de suas obrigações para com a Argentina e o Uruguai, no quadro do Tratado da Tríplice Aliança, o Brasil concluiu o presente tratado em separado com o Paraguai. Em resposta, a Argentina ocupou Villa Hayes para impor suas reivindicações no Chaco.[carece de fontes?]
Com este tratado, o Brasil adquiriu todos os territórios ao norte do Rio Apa, um total de 62 325 km2 que ele reclamava para si desde antes da guerra. Ambiguidades sobre a exata fronteira entre as duas nações mais tarde levariam a disputas pela posse da região de Guaíra, e cinquenta e cinco anos depois os mesmos países necessitaram complementar o acordo através do Tratado de Limites Complementar ao de 1872 de 21 de maio de 1927.